# 桶川市立桶川西小学校
桶川市立桶川西小学校（おけがわしりつ おけがわにししょうがっこう）は、埼玉県桶川市下日出谷にある公立小学校。

## 概要
2007年には創立40周年を迎え、2017年には創立50周年を迎えた小学校。1979年に児童数が2145名という埼玉県内最大の学校となったことがある。なお、学校を建設していた際に竪穴建物跡などを発掘し、高井遺跡と名づけている。2008年4月当時の全校人数は736人である。

## 高井遺跡
高井遺跡（たかいいせき）は、校内・その周辺に存在する縄文時代中期の遺跡である。発掘調査は第1次～第12次まで行われている。1969年、学校建設の際に発掘された。同年、竪穴建物を復元し、1984年に取り壊されているが、昔は子供の遊び場にもなっていた。高学年になると総合の時間にこれを題材とし詳しく調査を行う事もある。地域や学校の特色を生かした授業として、親しまれている。
なお2008年まで、学校そばの駐車場が住宅になるために工事をしており、発掘が行われていた。

## 歴史
- 1968年4月1日 - 桶川町立桶川西小学校創立。 独立した校舎を持つまでは旧桶川北小学校（現在は桶川小学校）に本校、旧桶川南小学校に分教場を設立して授業をしていた。
- 1969年2月8日 - 本校舎（現在の北校舎）完成、同日移転。
  - この日を開校記念日としている。
- 1969年6月8日 - 校歌制定
- 1969年11月10日 - 学校建設の際、竪穴建物跡を発掘。 高井遺跡と名づけ復元建物完成。
- 1970年11月3日 - 市制施行により校名を桶川市立桶川西小学校と改称
- 1971年10月25日 - 校舎増築（現南校舎の一部）
- 1973年6月28日 - 第2次校舎増築（現南校舎の一部）
- 1975年2月11日 - 校旗制定
- 1975年5月16日 - 体育館完成
- 1978年3月30日 - 第3次校舎増築（現南校舎の一部）これによって南校舎が完成した。
- 1979年4月1日 - 児童数2145人、大規模校になる。
- 1980年4月1日 -桶川市立日出谷小学校分離、これにより児童685名が転出した。
- 1984年6月21日-復元竪穴建物を撤去（老朽化のため）
- 1988年2月7日-創立20周年記念式典挙行
- 1996年10月16日-コンピュータ設置(22台)
- 1997年11月1日-創立30周年記念式典挙行
- 2000年4月1日 -普通教室3教室分を子供発達支援センターへ転用。
- 2008年2月2日-創立40周年記念式典挙行
- 2012年4月1日-特別支援学級1学級増設(情緒)
- 2018年2月10日-創立50周年記念式典挙行